# 英丽德·桑达尔
英丽德·桑达尔（瑞典語：Ingrid Sandahl，1924年11月5日—2011年11月15日），瑞典女子体操运动员。她曾代表瑞典参加1948年和1952年夏季奥林匹克运动会体操比赛，其中1952年奥运会获得一枚金牌。